# Socha Svatopluka na Bratislavském hradě
Socha Svatopluka je jezdecká bronzová socha v nadživotní velikosti znázorňující Svatopluka, třetího panovníka Velké Moravy, která se nachází na nádvoří Bratislavského hradu. Autorem sochy je akademický sochař Ján Kulich.

## Popis
Socha odlitá z bronzu je spolu se žulovým podstavcem vysoká 7,8 metru. Na podstavci byl původně nápis Svatopluk s dodatkem Král starých Slováků. Ten byl následně odstraněn, neboť v době trvání Velké Moravy (zahrnující i současné Slovensko) obývaly toto území Slované (nazývaní Moravané) a národ Slováků (pod tímto označením) ještě neexistoval. Stejně tak je sporný Svatoplukův panovnický titul. Na podstavci je kromě jeho jména (bez titulu) a letopočtů citován začátek textu buly Industriae tuae papeže Jana VIII., kterou Svatoplukovi poslal v roce 880.

## Okolnosti vzniku
Podle některých médií stojí socha Svatopluka na Bratislavském hradě z podnětu expremiéra Roberta Fica. O postavení jezdeckého sousoší hovořil tehdejší premiér Fico ve svém vystoupení v rámci oslav 190. výročí narození prvního předsedy SNR Jozefa Miloslava Hurbana v Hlbokém již v červnu 2007. "Ptejme se sami sebe - jak to, že na Bratislavském hradě nestojí Svatoplukova socha na koni," uvedl.
Jako zdroj financování bronzového odlitku sochy se uskutečnila finanční sbírka, kterou pořádalo občanské sdružení Svatopluk.
Toto občanské sdružení bylo založeno z iniciativy tehdejších tří nejvyšších ústavních činitelů - prezidenta Slovenské republiky Ivana Gašparoviče, předsedy Národní rady Slovenské republiky Pavla Paška a předsedy vlády Slovenské republiky Roberta Fica.

## Odhalení sochy
Odhalení sochy Svatopluka 6. června 2010, necelý týden před parlamentními volbami, se kromě tří nejvyšších ústavních činitelů zúčastnili zejména ministři, poslanci a župani strany Směr. Tento fakt kritizovali mnozí slovenští politici jako např. místopředsedkyně SNS Anna Belousovová, předseda poslaneckého klubu KDH Pavol Hrušovský a šéf poslaneckého klubu SMK Gyula Bárdos, kteří odhalení sochy označili jako politickou akci Směru, předvolební agitaci a předvolební kampaň.

## Vznik expertní skupiny po volbách v roce 2010
Po volbách do Národní rady Slovenské republiky v roce 2010 nově zvolený předseda Národní rady Slovenské republiky Richard Sulík sestavil pod vedením historičky Mariny Závacký expertní skupinu, která měla posoudit umělecký a historický aspekt sochy. Komise se ve svém stanovisku kromě odborných argumentů vyjádřila k soše v tomto smyslu: "Historické osobnosti tvořící součást národních dějin si nelze přisvojovat na jakékoliv stranicko-partikulární cíle. Instalace jakéhokoliv pomníku na každém podobném místě by měla být výsledkem širšího konsensu a nikoli rozhodnutím úzké stranicko-politické špičky jedné politické strany - navíc v období těsně před volbami."
Opačný názor vyjádřili členové odborné komise při Slovenském historickém ústavu a Historickém oboru Matice slovenské pod vedením historika a medievalisty Richarda Marsina. Kromě odborných argumentů se komise domnívá, že došlo k politizaci kampaně vedené proti soše, přičemž cílem je odstranit sochu z nádvoří a změnit současný text na podstavci sochy. V úvodu stanoviska uvádí: "Paní Marina Zavacká je veřejnosti všeobecně známá svými negativními názory na jezdeckou sochu krále Svatopluka a sestavila komisi složenou výhradně z osob, které se politicky a publicisticky aktivně angažují za odstranění jezdecké sochy krále Svatopluka z Čestného nádvoří Bratislavského hradu. Tímto byla od počátku zpochybněna objektivita komise." Text také informuje, že dne 18. srpna 2010 se ředitel Slovenského historického ústavu písemně obrátil na předsedu NR SR s žádostí o doplnění stanovené komisí Závacké o jím navrhovaných odborníků, nebo o pověření renomovaného historika a medievistu, univerzitního profesora Richarda Marsinu sestavením další komise, která by pro pana předsedy NR SR rovněž připravila odborné stanovisko na sochu krále Svatopluka. Pan předseda NR SR ... neodpověděl.

## Úprava sochy
V říjnu 2010 na podnět předsedy Národní rady Slovenské republiky Richarda Sulíka autor sochy Ján Kulich překryl rovnoramenný dvojkříž na štítu sochy kovovou poklic. Sulík tuto úpravu vysvětlil jako potlačení vzbuzování asociací dvojkříže na štítu se znakem Hlinkovy gardy.